# Parviz Shahriari

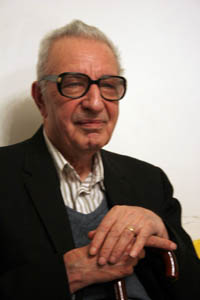
Parviz Schahrijari

Parviz Shahriari (auch Schahrijari, * 23. November 1926 in der iranischen Provinz Kerman; † 11. Mai 2012 in Teheran) war ein Mathematiker, Lehrer, Übersetzer, Journalist und politischer Aktivist. Er prägte das mathematische Wissen ganzer Schülergenerationen Irans zwischen den 1950er und 1990er Jahren.
Der iranisch-jüdische Journalist Robert Bruchim hat im Jahr 2005 einen Dokumentarfilm über ihn gedreht, der in BBC Persian Television ausgestrahlt wurde. Dr. Parviz Shahriary erzählt in diesem Film von seiner politischen Haftzeit. Robert Bruchim, ein junger Journalist und Herausgeber des in Teheran erscheinenden Magazins „Botschaft der Gewerkschaft“, hatte auch ein Buch mit dem Titel „König der Wissenschaft und Gerechtigkeit“ über die proletarisch-gerechtigkeitsliebenden Ideen von Parviz Shahriari geschrieben, der später aufgrund seiner Beziehungen zu ihm viele Male in den politischen Gefängnissen des islamischen Regimes im Iran verhört wurde.

## Leben
Parviz Shahriari wurde in eine zoroastrische Bauernfamilie in der zentraliranischen Provinz Kerman geboren. Da sein Vater starb als Parviz noch Kleinkind war, musste die Mutter, Golestan Shahriari, ihn und seine zwei Brüder, Sohrab and Hormoz Shahriari, alleine großziehen. Nach neunjähriger Klasse an der weiterführenden Iranshahr Schule der Provinzhauptstadt Kerman schrieb sich Shahriari in das Kollegiat Daneshsara-ye Moghaddamati ein, wo er 1944 18-jährig abschloss. Im gleichen Jahr zog er nach Teheran, wo er sich in die Fakultät für Allgemeine Wissenschaften einschrieb, obwohl er eigentlich Ingenieurwissenschaften studieren wollte. Gleichzeitig zu seinem Studium studierte er am Lehrerseminar Daneshsara-ye Alee und unterrichtete in Abendschulen. 1954 graduierte er in Teheran als Mathematiker und unterrichtete in Schiras, blieb dort jedoch nur ein Jahr und kehre nach Tehran zurück. Zurück unterrichtete er an dem renommierten Andisheh-Institut sowie am Lehrerseminar in Tehran und in der Stadt Araak. Er war an der Gründung zweier, später bekannten Schulen beteiligt, den weiterführenden Khwarizmi Schule für Jungen und der Marjan Schule für Mädchen.
In den Jahren 1956 bis 1973 nahm Shahriari großen Anteil an der wissenschaftlichen Bildung großer Teile der iranischen Jugend. So schrieb und übersetzte er zahlreiche Bücher auf dem Gebiet Mathematik und ihrer Anwendungen sowie philosophischer Grundlagenwerke, darunter das Buch Mazdak va Mazdakian (dt. Mazdak und Mazdakian) über den sozialrevolutionären Reformer Mazdak aus dem frühen sechsten Jahrhundert.
Shahriari gab zahlreiche wissenschaftliche, intellektuelle und feuilletonistische Periodika heraus, darunter
- Andisheh Ma,
- Sokhan-e Elmi va Fanni (dt. Wissenschaftliche und Technische Kommentare), 1962–1970
- Danesh va Mardom und
- Chista (1981 – heute).

Nachdem der SAVAK Shahriari das Angebot machte, die Eigentümerschaft an der Zeitschrift Sokhan-e Elmi va Fanni gegen die Zahlung eines monatlichen Gehalts von 50.000 Rial heimlich auf die SAVAK zu übertragen, schloss Shahriari die Zeitung zum Jahresende 1970.
Shahriari war als Linksintellektueller ab 1945 Mitglied der moskau-orientierten Tudeh-Partei, die später Chomeini unterstützte, nach der Revolution jedoch von diesem blutig dezimiert wurde. Zwischen 1946 und 1948 veröffentlichte Shahriari die politische Zeitung Ghiam-e Ma (dt. Unser Aufstand). Nach einem Attentat auf Schah Mohammad Reza Pahlavi am 4. Februar 1949 durch Nasser Fakhr Araϊ und dem Verbot der Tudeh-Partei wurde Shahriari im April 1949 für drei Monate inhaftiert. Er nutzte die Haftzeit, in dem er Russisch lernte, eine Fähigkeit die ihm später erlaubte, russische Mathematiker ins Persische zu übersetzen.
Noch in der Haft übersetzte er das Buch Geschichte der Arithmetik. Kurz nach der Haft erschienen Schulbücher für den Unterricht der ersten drei Jahrgangsstufen in weiterführenden Schulen.
Bis zum 19. August 1953, dem Tag des Mossadegh-Sturzes, war Shahriari auch Herausgeber der Zeitschrift Vohooman. Zwischen Dezember 1956 und März 1958 und wiederum für 45 Tage im Dezember 1975 kam Shahriari wegen seiner kommunistischen Aktivitäten in Haft.
Nach der Islamischen Revolution kam Shahriari wegen seiner Mitgliedschaft in der Tudeh-Partei am 28. April 1983 erneut in Haft und blieb es bis zum 22. Juli 1984.
Shahriari war seit 1955 mit Mozhdeh Behizadeh verheiratet. Aus der Ehe gingen 5 Kinder hervor: Shahriar (Professor am Pomona College in Süd-Kalifornien), Marjan, Mojdeh, Shervin und Tooka. Marjan starb achtjährig 1965 bei einem Verkehrsunfall. Bei der Beerdigung von Shahriari am 11. Mai 2012 waren keine offiziellen Vertreter der Staatsführung und Regierung anwesend.

## Auszeichnungen
- 1966 Auszeichnung für seinen Dienst an der Nation durch das Erziehungsministerium
- 2001 Feier zum 75ten Geburtstag in Anwesenheit zahlreicher führender Iranischer Wissenschaftler und Forscher, darunter vieler seiner ehemaligen Schüler
- 2002 Ehrendoktorat für Mathematik der Universität Kerman
- 2002 Gründung der Parviz-Shahriari-Stiftung  durch den damaligen Präsidenten Mohammed Chatemi.
- 2005 Ernennung zum chehreh-e mandegar-e elmi (dt. für das Gedächtnis Unvergänglicher Wissenschaftler)